# Râul Sâlhoiu
Râul Sâlhoiu este un curs de apă, afluent al râului Țibău. 

## Hărți
- Harta județului Suceava
- Harta județului Maramureș
- Obcinele Bucovinene  Arhivat în 30 iulie 2009, la Wayback Machine.